# Polleniinae
Polleniinae là một phân họ ruồi trong họ Calliphoridae. Họ này gồm các chi Melanodexia và Pollenia.

## Hình ảnh

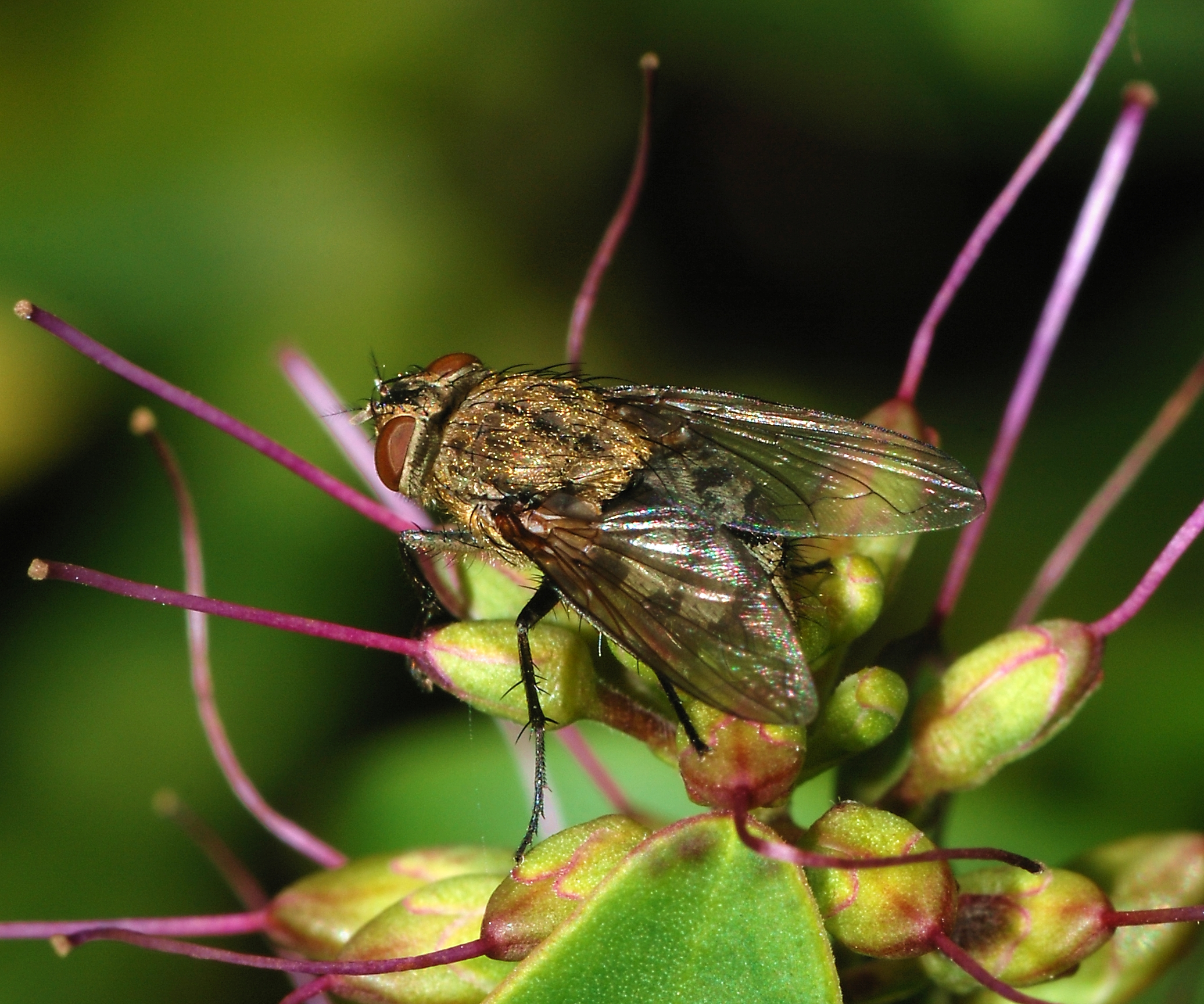